# دانشگاه اکلاهما
دانشگاه اکلاهما (به انگلیسی: University of Oklahoma) یک دانشگاه تحقیقاتی دولتی در شهر نورمن واقع در ایالت اکلاهما آمریکا است که در سال ۱۸۹۰ میلادی بنیان‌نهاده شده‌است. در سال ۲۰۱۴ بیش از ۳۰،۰۰۰ دانشجو در این دانشگاه مشغول به تحصیل بودند. این دانشگاه با نزدیک به ۳۰۰۰ نفر هیئت‌علمی در ۱۵۲ رشته در مقطع لیسانس، ۱۶۰ رشته در مقطع کارشناسی‌ارشد و ۷۵ رشته در مقطع دکترا دانشجو می‌پذیرد. بودجه سالانه این دانشگاه در سال ۲۰۲۳ حدود ۱٫۵ میلیارد دلار آمریکا می‌باشد.

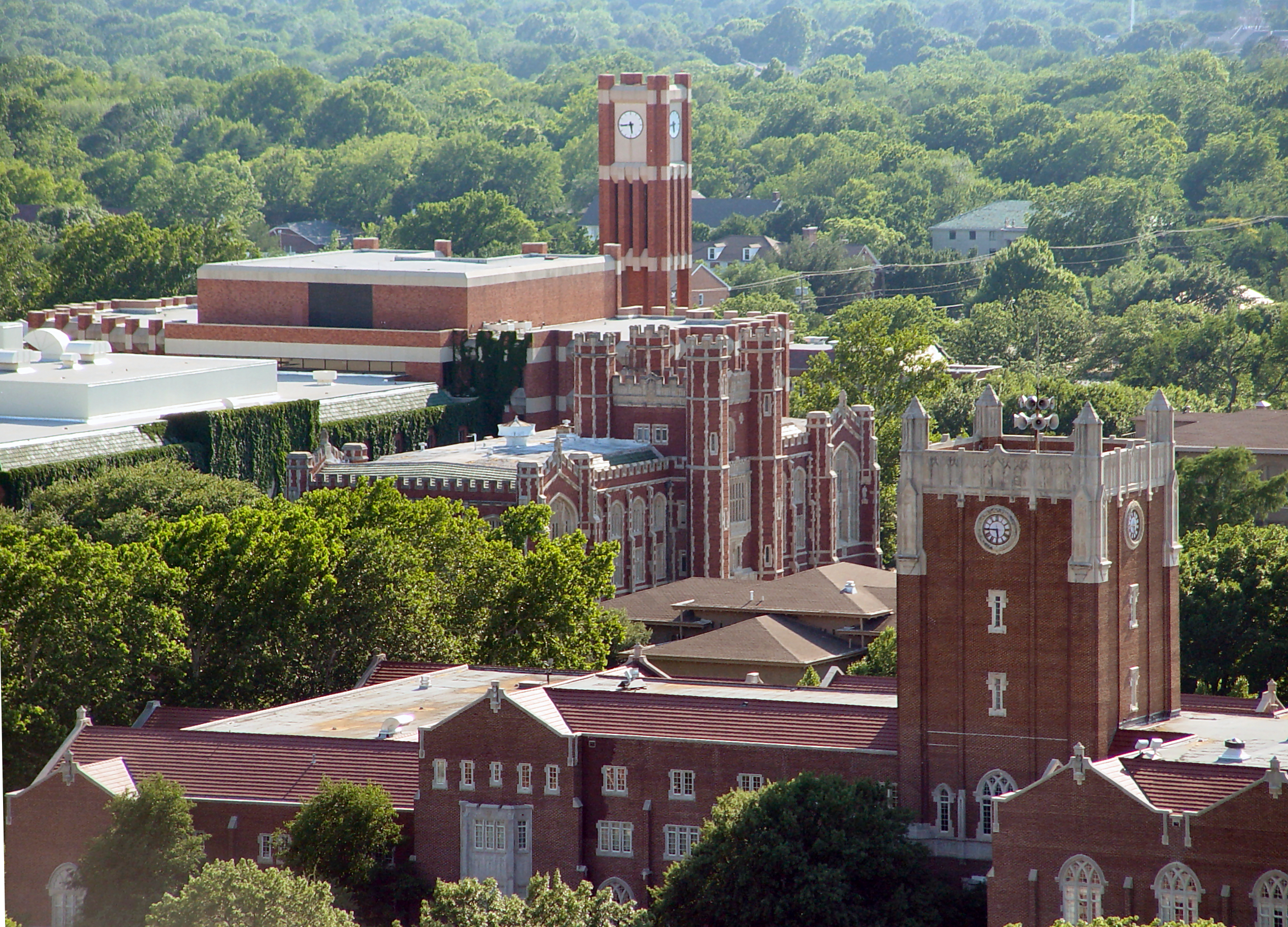
نمایی از دانشگاه

دانشگاه اکلاهما از لحاظ سرانه نام‌نویسی دانشجویان بورسیه ملی محققان شایسته و فارغ‌التحصیلی دانشجویان بورسیه محققان رودز در میان دانشگاه‌های کشور به ترتیب مقام نخست و دهم را دارد. دانشگاه اکلاهما که برنامه‌های ورزشی مشهوری نیز دارد برنده هفت مسابقه قهرمانی ملی فوتبال آمریکایی اتحادیه ملی ورزش‌های دانشگاهی رده اول است. تیم ژیمناستیک این دانشگاه نیز از سال ۲۰۰۲ تاکنون برنده چهار مسابقه قهرمانی ملی بوده‌است.
دانشگاه اکلاهما تنها دانشگاه آمریکا (خصوصی یا عمومی) در چند دهه اخیر بود که دانشجویانش موفق به دریافت تمامی بورسیه‌های تحصیلی رودز، مارشال، میشل، گلدواتر، ترومن، و فولبرایت در سال ۲۰۱۳ شدند.

## پژوهشگاه‌ها و دانشکده‌ها

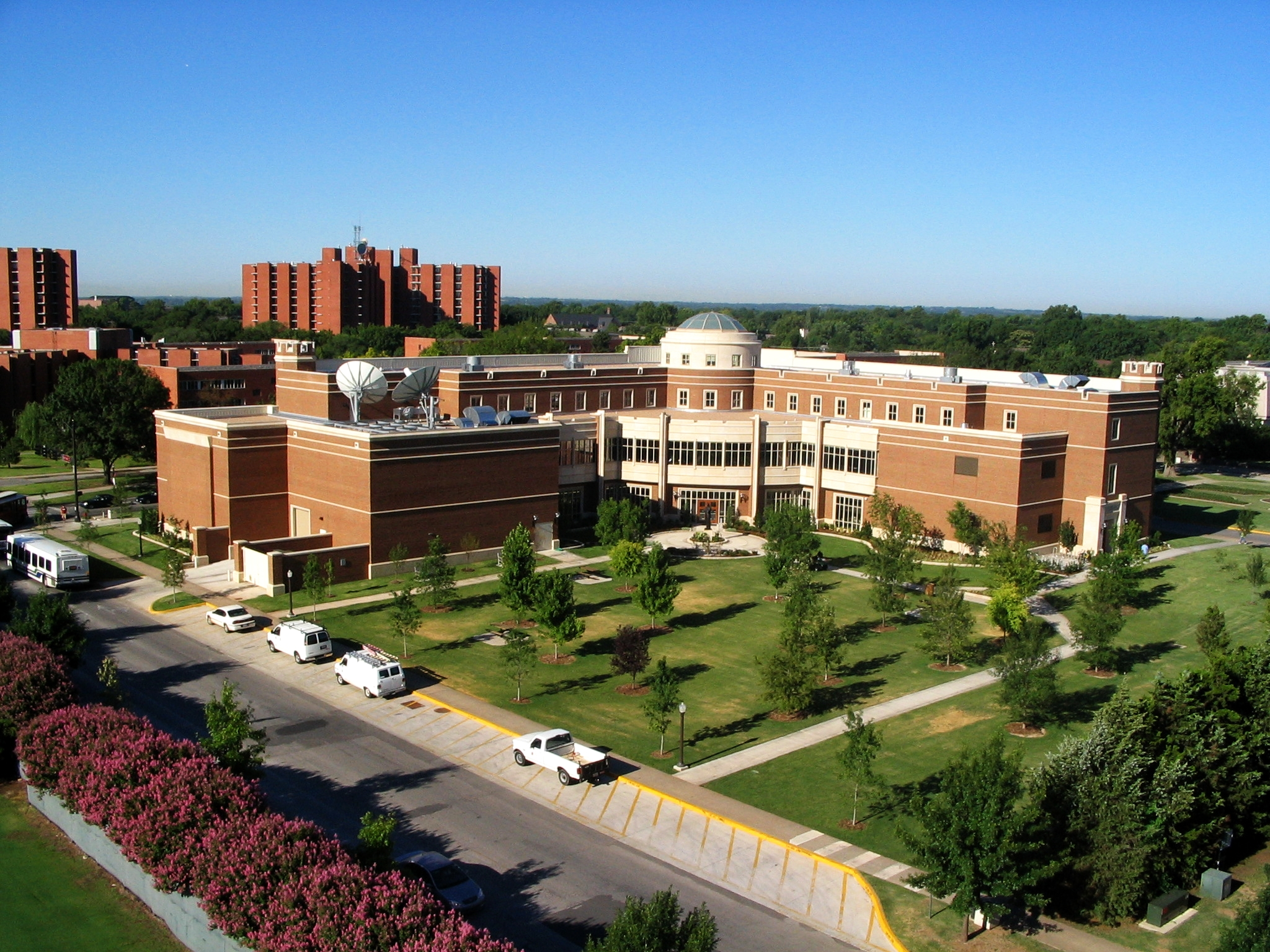
گیلورد هال-دانشکده روزنامه‌نگاری و ارتباطات جمعی

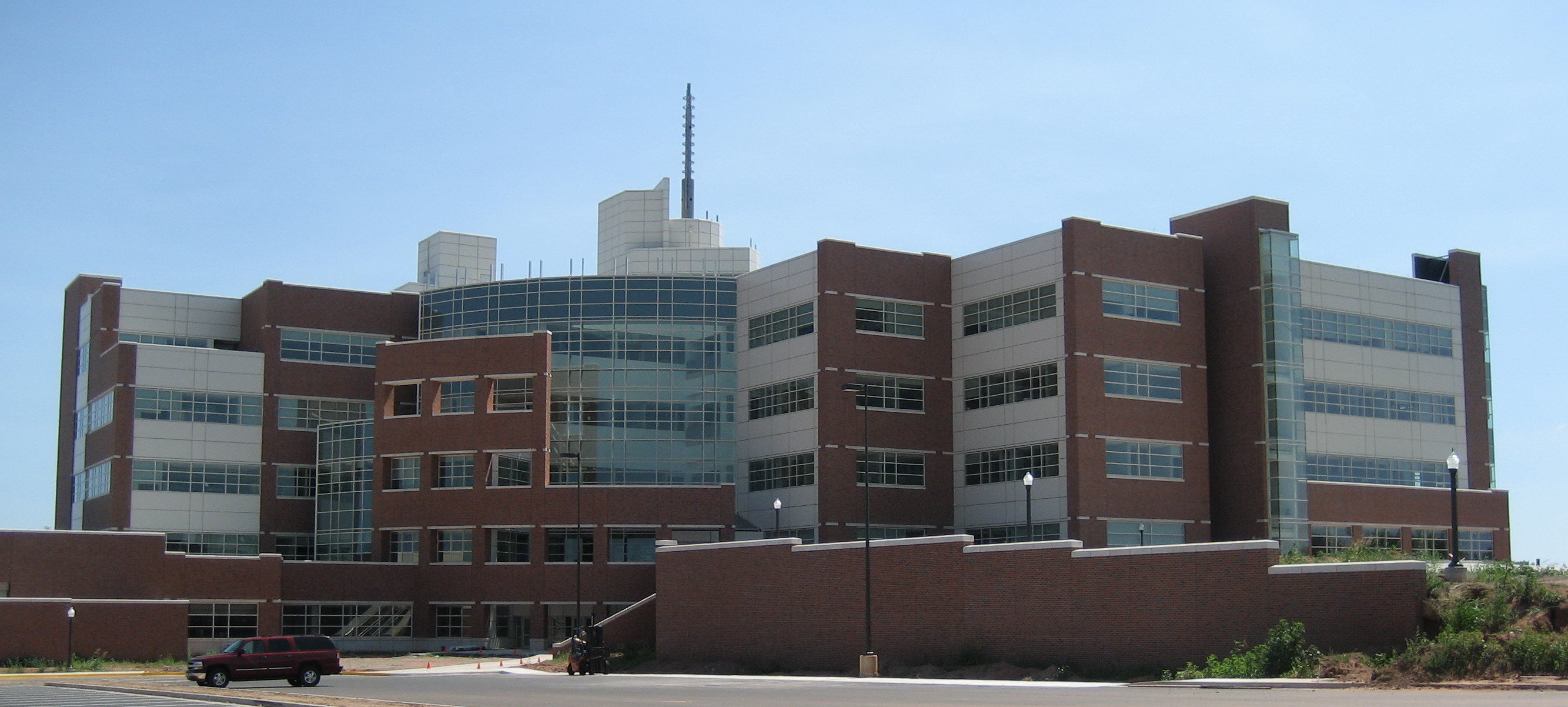
مرکز ملی هواشناسی دانشگاه اکلاهما

مرکز ملی هواشناسی واقع در دانشگاه اکلاهما از شهرت جهانی برخوردار می‌باشد. دانشکده مهندسی این دانشگاه در رشته‌های مهندسی نفت، مهندسی عمران، مهندسی صنایع، مهندسی شیمی، مهندسی مکانیک و هوافضا، مهندسی کامپیوتر و مهندسی برق دانشجویان موفق بسیاری تربیت کرده که در دانشگاه‌ها یا جوامع صنعتی داخل یا خارج از آمریکا مشغول به‌کار هستند. اکثر رشته‌های مهندسی این دانشگاه در رتبه‌بندی یو.اس.نیوز دارای رتبه بهتر از پنجاه درصد (در همان رشته و بین دانشگاه‌های ایالات متحده) می‌باشند.

### علم و تحلیل داده‌ها
با توجه به تولید بسیار سریع داده‌ها در دنیا و نیاز به تحلیلگر این داده‌ها جهت کسب سود بیشتر در بازارهای رقابتی این رشته پا به عرصه وجود نهاد. در دانشگاه اکلاهما کارشناسی‌ارشد رشته علم و تحلیل داده‌ها به‌عنوان یک تخصص میان‌رشته‌ای توسط دانشکده‌های علوم کامپیوتر و مهندسی صنایع ارائه می‌شود. در این رشته برنامه‌نویسی و تکنیک‌های پیشرفته تحلیل داده‌ها به دانشجویان تدریس می‌شود.

## کتابخانه بیزل مموریال

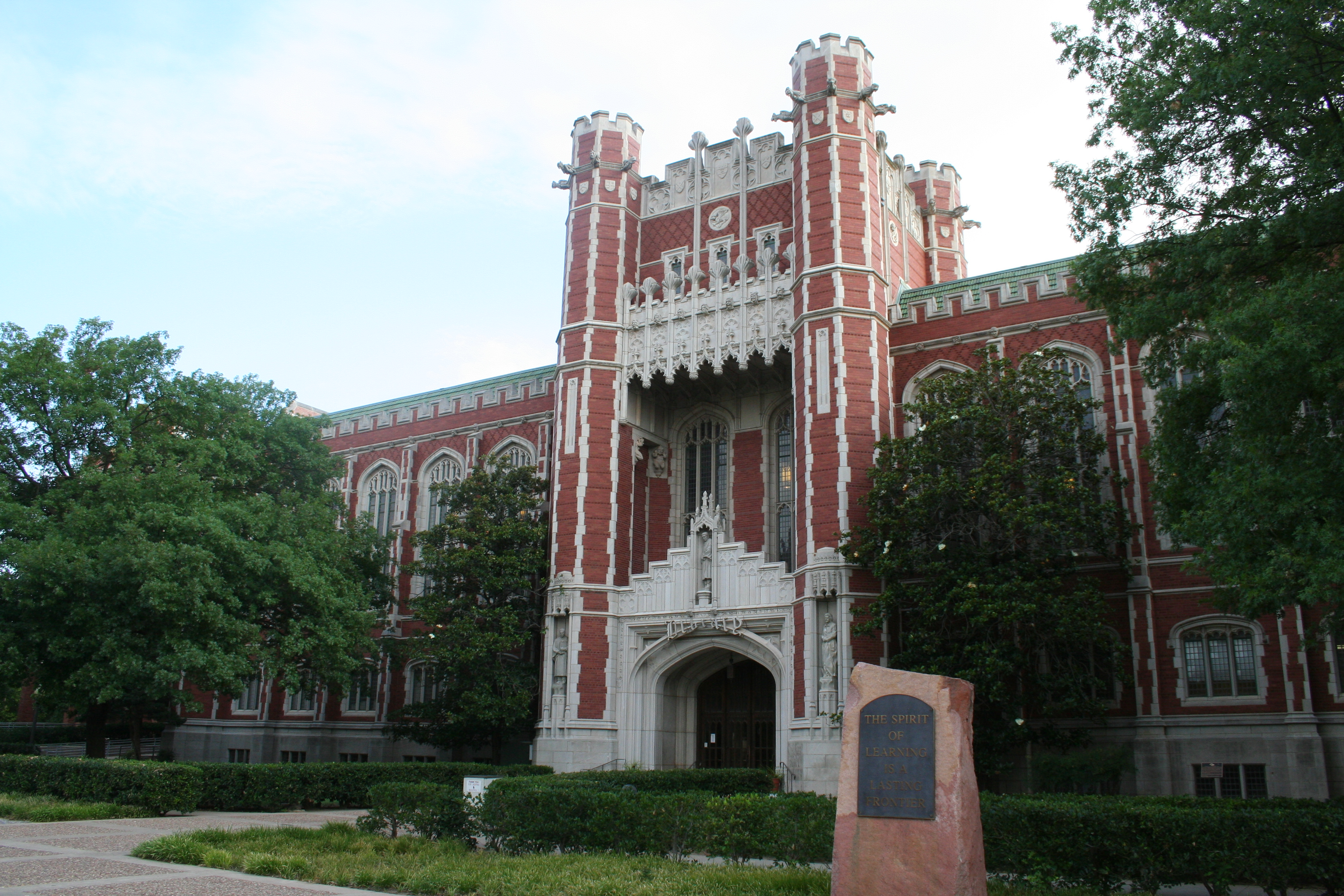
کتابخانه مرکزی - بیزل

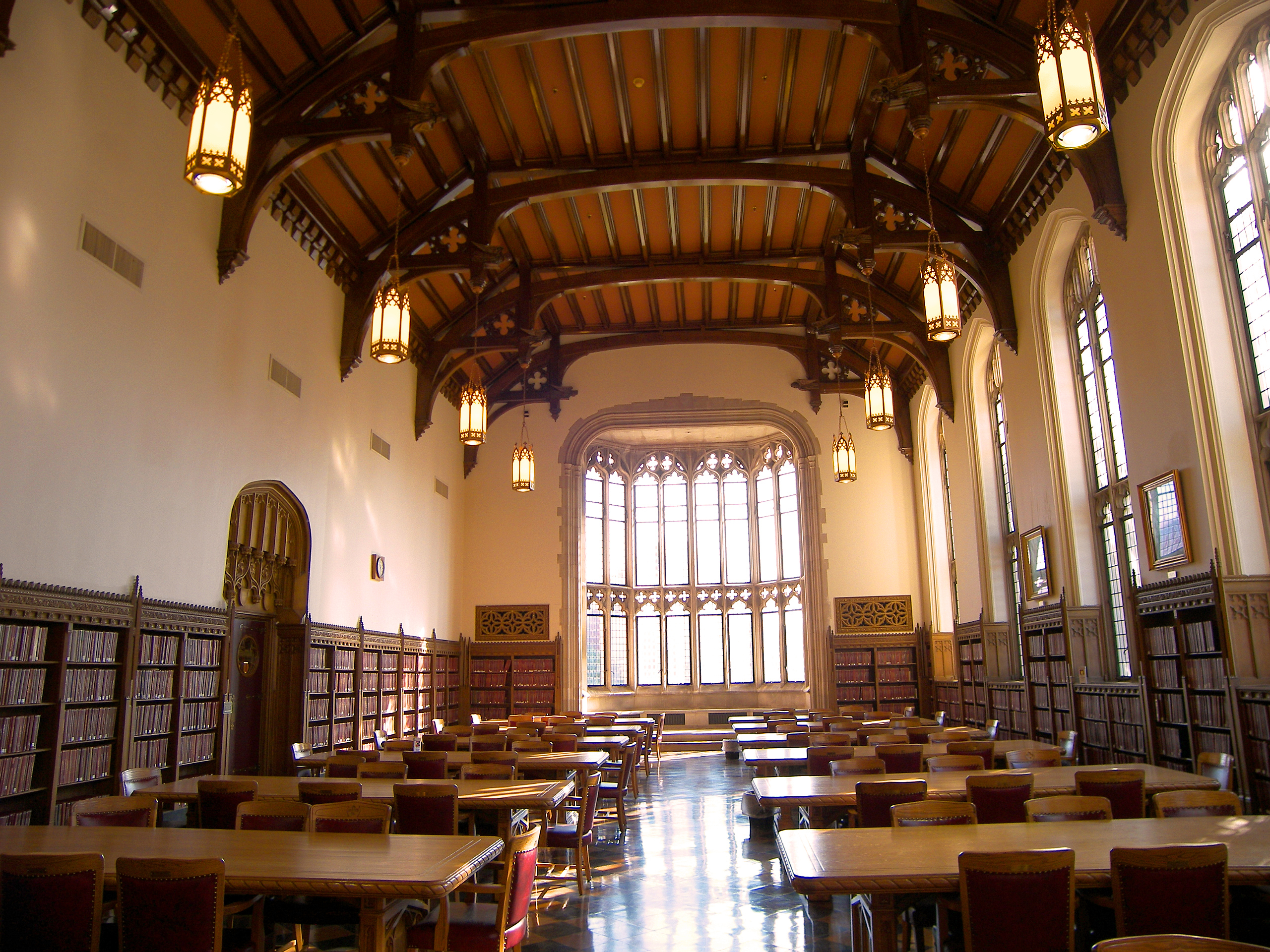
سالن مطالعه کتابخانه مرکزی - بیزل

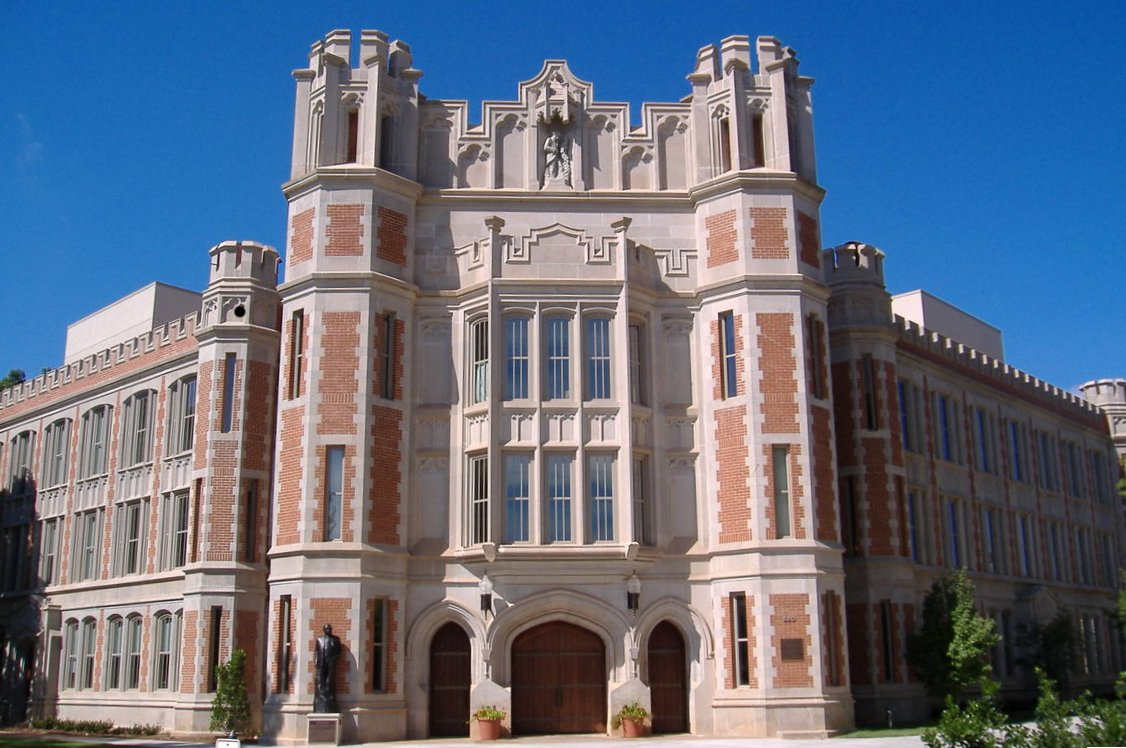
نمونه‌ای از سبک معماری به کار رفته در دانشگاه اکلاهما - دانشکده هنرهای زیبا رینولدز

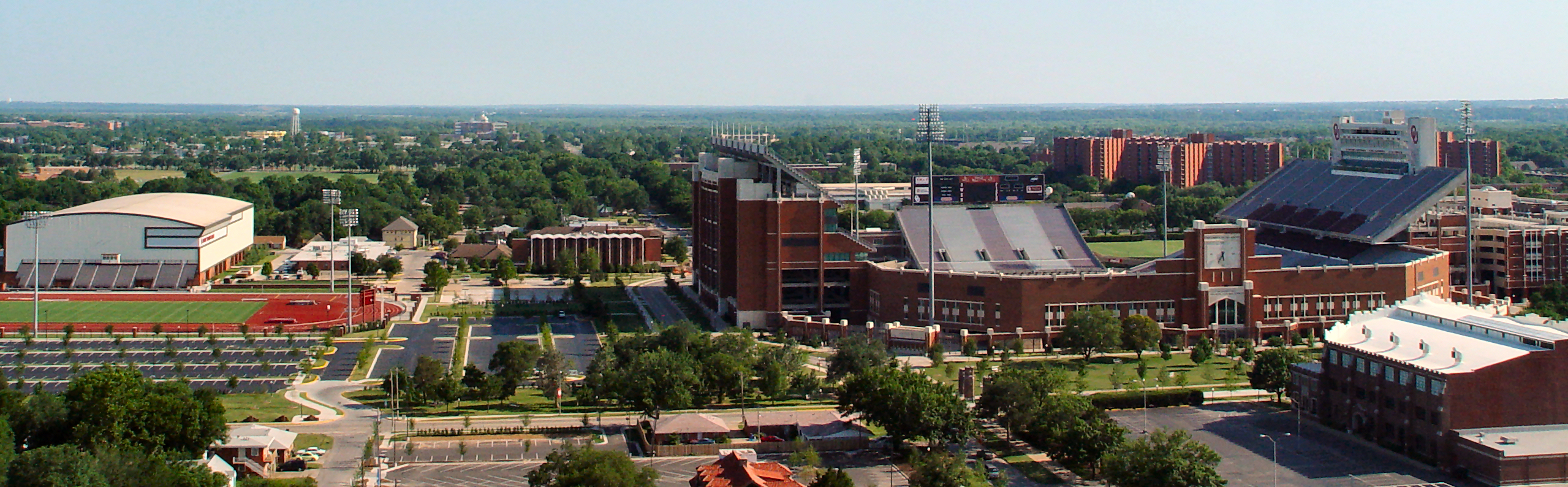
برخی از مراکز ورزشی دانشگاه اکلاهما

کتابخانه بیزل مموریال (به انگلیسی: Bizzell Memorial Library) نام کتابخانه مرکزی دانشگاه اکلاهما است. سامانه این کتابخانه با ۵٬۴۳۳٬۰۶۶ عنوان کتاب در زمره بزرگترین مخازن کتاب کشور آمریکا محسوب می‌شود. ساختمان کتابخانه در فهرست آثار ملی تاریخی آمریکا قرار دارد. این کتابخانه دارای کتاب‌های خطی بسیاری می‌باشد. از آن جمله می‌توان از دست‌نوشته‌های گالیله و چارلز داروین نام برد.